# 新氷上社

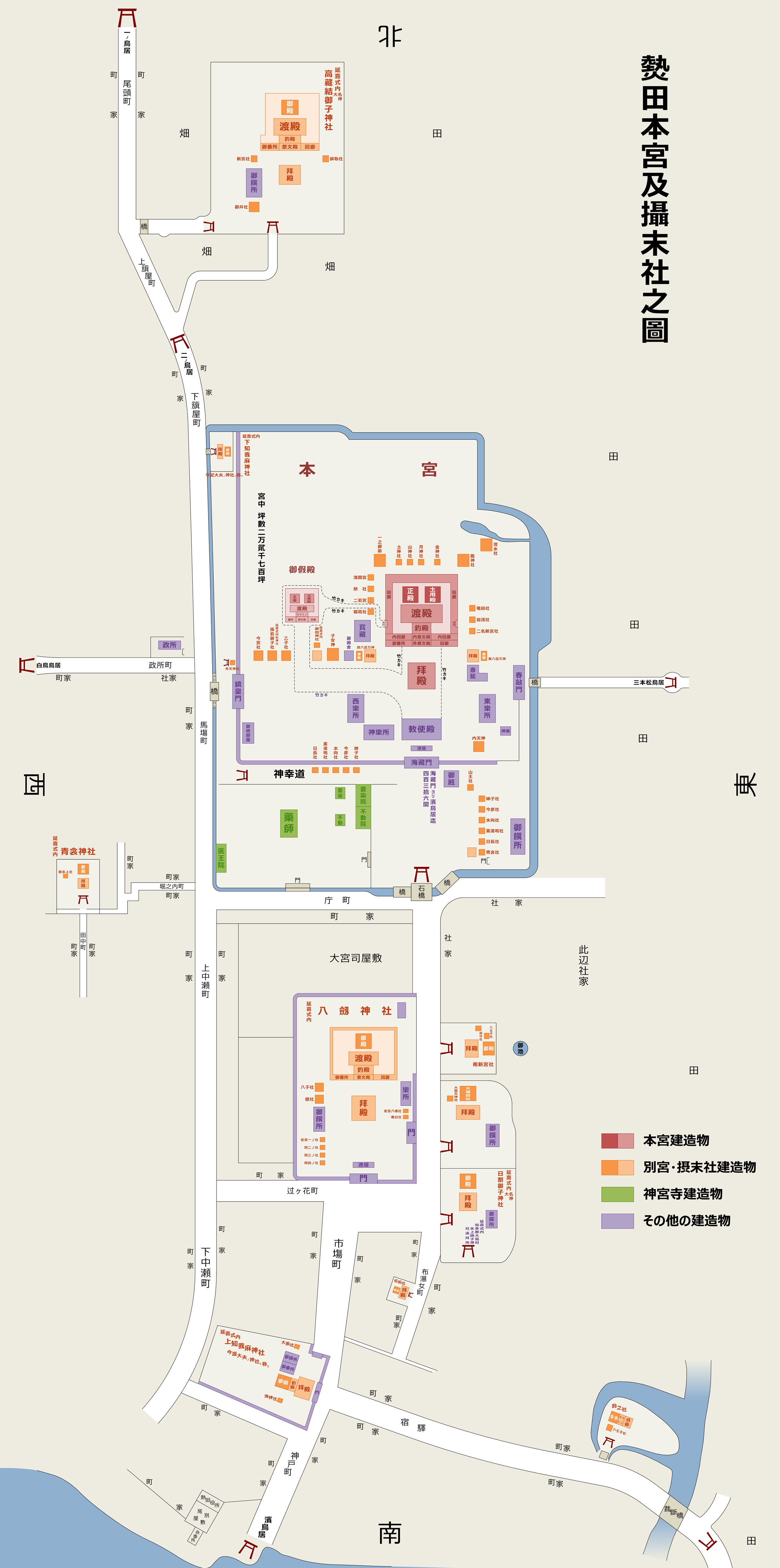
慶応年間頃の熱田社社構図。青衾神社と新氷上社は「西」の文字の下付近に小さく描かれる。
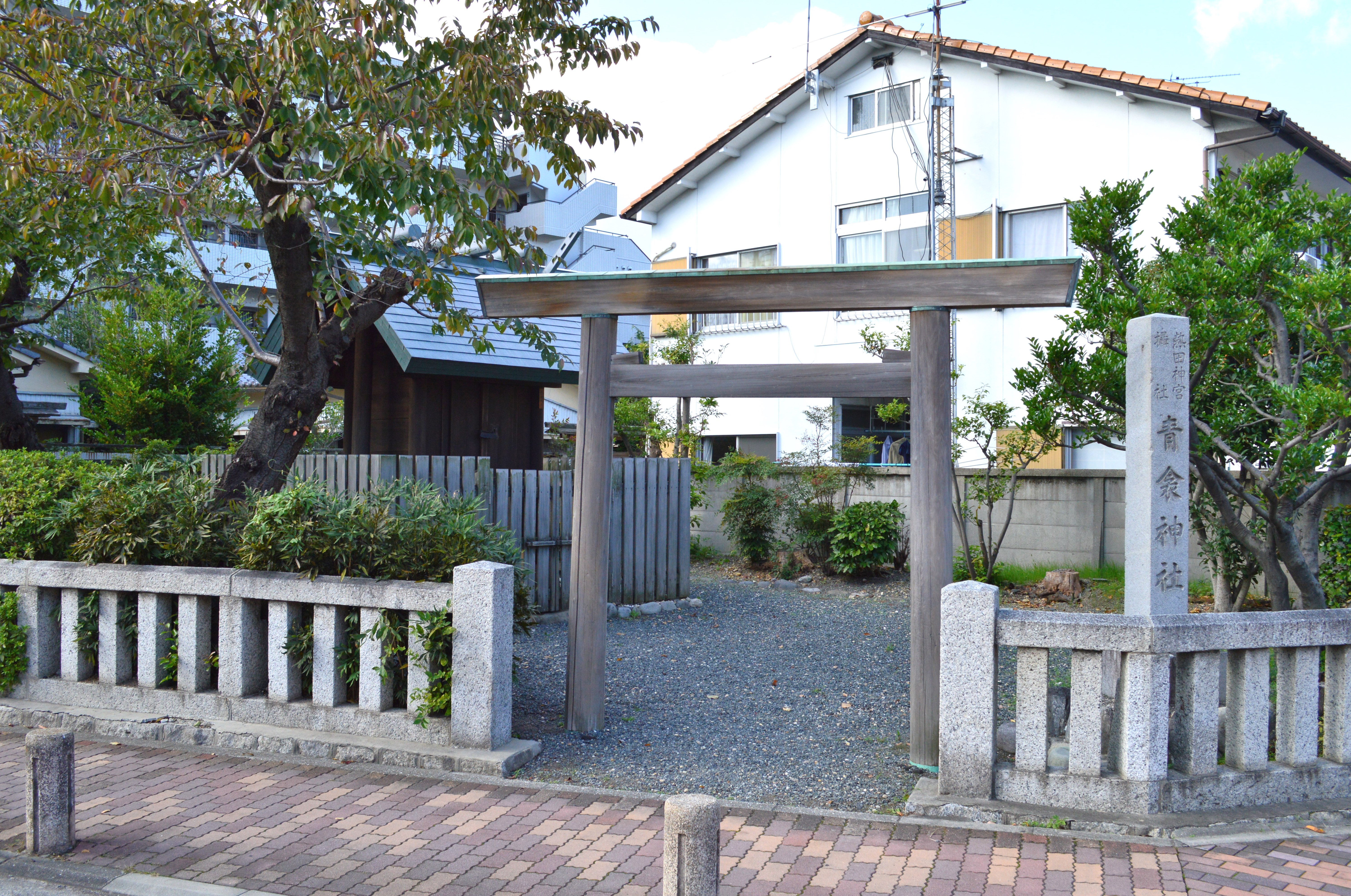
近年の青衾神社。 （2014年（平成26年）11月）

新氷上社（しんひかみしゃ（『熱田末社尊名記』）、にいひかみのやしろ（『尾張志』））は、熱田神宮（名古屋市熱田区神宮）の境外摂社である青衾神社（名古屋市熱田区白鳥）のさらに摂社であったとされる現存しない神社である。

## 概要
祭神として宮簀媛命（みやすひめのみこと）を祀っていた（『熱田本社末社神体尊命記』）。
社名や祭神から、熱田神宮の境外摂社である氷上姉子神社（名古屋市緑区大高町）の勧請であることが容易にうかがい知れる。1777年（安永6年）の社構図（『明治二十六年熱田神宮改築及明治以前建造物位置推定圖』）には青衾神社拝殿の西に小さな四角がひとつ描かれているのがみえ、江戸時代中期において小規模な神祠であったことが推測される。
ただし、『熱田大神宮尊命祭神記』に本殿、釣殿、拝殿、鳥居を擁するとあることから、古くはそれなりの規模の社構を備えていた可能性もある。元もとは青衾神社とは別に独立した境内を持っていたとも考えられ、宗祇の『名所方角抄』には熱田社西鳥居の外に低い亀の形をして松の木に覆われた築山の記述があり、すなわち大きい塚のようであって、その東側に岩戸があるといい、『張州府志』は新氷上社は古くこの付近に社地があったのではないかとしている。この築山とは白鳥山（白鳥古墳、名古屋市熱田区白鳥）とも荼毘山（断夫山古墳、名古屋市熱田区旗屋）とも考えられる。『尾張志』はまた、当社がかつて高い社格を有し、その創建年代も平安時代までさかのぼる可能性があることを指摘する。すなわち、『尾張国内神名帳』古本にある「従二位氷上明神」、本書貞治本にある「正二位氷上名神」、本書元亀本にある「正二位殊上名神」はいずれも当社のことではないかとし、熱田神宮の境内摂社である六末社の姉子神社（名古屋市熱田区神宮）は当社の遙拝所であるとみなす。
社が廃止された時期は定かではないが、『熱田神宮記』の青衾神社項に「末社一社アリ」とあることから、1893年（明治26年）に行われた熱田神宮大改造以降も存在していたことがわかる。